# Oskar Dvořák
Oskar Dvořák (* 15. července 1991 Trnava) je slovenský politik, od roku 2023 poslanec Národní rady SR za Progresívne Slovensko.

## Život
Narodil se v červenci 1991 v Trnavě. Nejprve absolvoval studium politologie na Filozofické fakultě Univerzity Komenského v Bratislavě a s vyznamenáním získal bakalářský titul, poté získal (rovněž s vyznamenáním) magisterský titul v oboru veřejná politika na Fakultě sociálních a ekonomických věd Univerzity Komenského v Bratislavě. Jeho diplomová práce získala v roce 2015 ocenění. Po studiu pracoval jako projektový asistent, analytik a odborný konzultant pro oblast zdravotnictví v organizaci Transparency International Slovensko. Působil i na slovenském ministerstvu zdravotnictví. V roce 2022 byl zařazen do žebříčku Forbes zvaného 30 pod 30.

### Politické působení
V roce 2015 začal zároveň spolupracovat s poslancem Miroslavem Beblavým, načež při vzniku strany SPOLU v roce 2018 působil ve stranické pracovní skupině pro zdravotnictví.
V parlamentních volbách v roce 2020 kandidoval na 15. místě listiny koalice PS/SPOLU. Získal 5 300 hlasů, ale nebyl zvolen (koalice žádný mandát nezískala). V lednu 2023 se stal členem Progresivního Slovenska, za které v parlamentních volbách téhož roku kandidoval na 13. místě kandidátní listiny. Získal 28 426 hlasů a byl zvolen poslancem Národní rady.